# ニシアンコウ

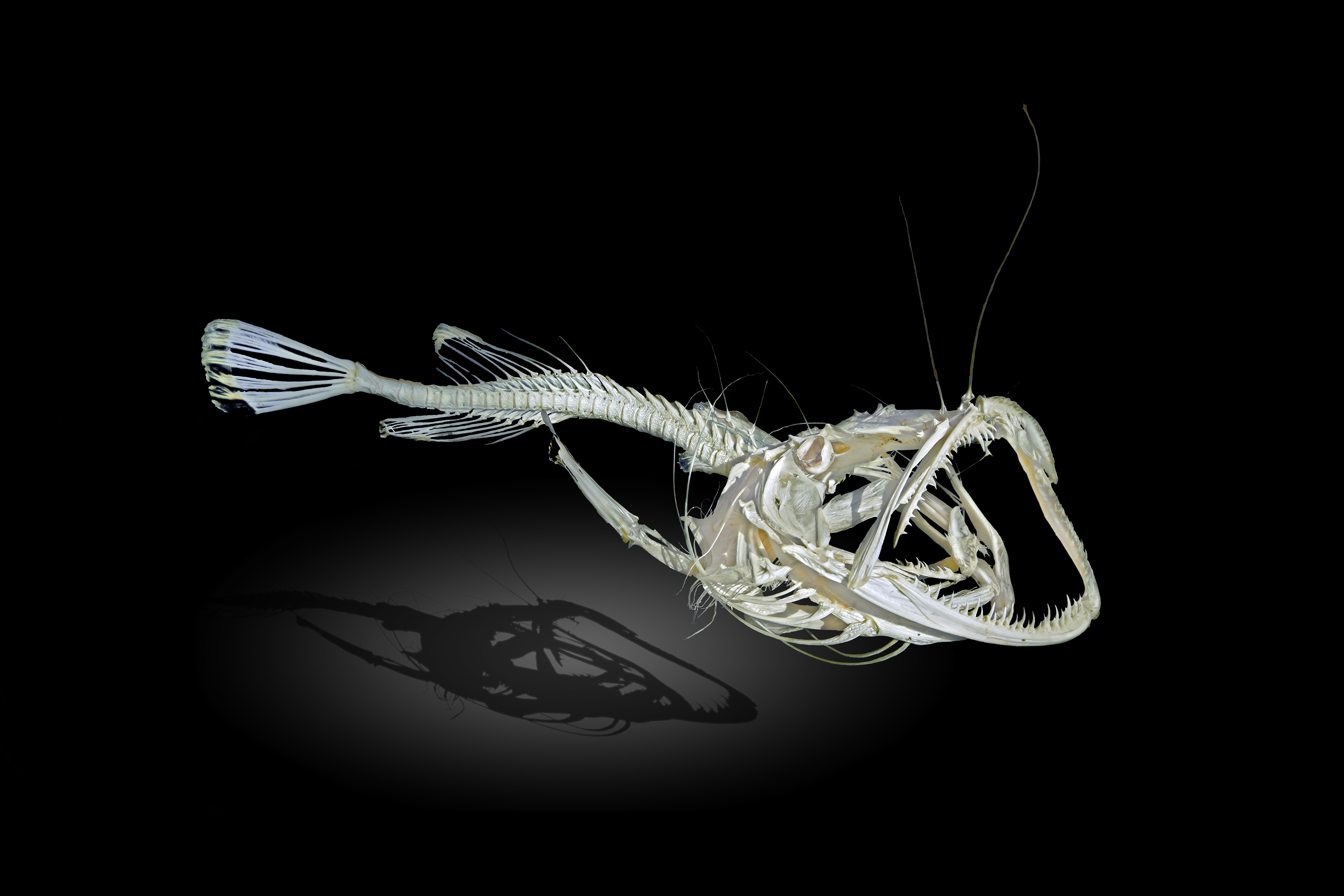

ニシアンコウ (Lophius piscatorius) はアンコウ科に属する魚類の一種。英語では angler(fish), fishing-frog, frog-fish, sea-devilなどと呼ばれる。

## 分布
東大西洋の深度20-1000mに生息し、バレンツ海南西部からジブラルタル海峡・モーリタニアまで。地中海・黒海・アイスランドでも確認されている。北方の個体ほど大型になり、浅い場所に進出する傾向がある。

## 形態
最大体長2 m・57.7 kgに達するが、通常は1 m程度。背鰭は8棘11-12軟条、臀鰭は9-10軟条。
形態は他のキアンコウ属とほぼ同じである。頭部は大きくて平たい。口は幅広く、内側を向いた細かい歯が並ぶ。胸鰭・腹鰭には柄があり、海藻などに隠れて海底を歩くことができる。背面は海藻に似た小さな皮弁で覆われ、体色は海底の色に似る。

## 生態
他のキアンコウ属のように砂泥底に潜み、頭部の疑似餌を用いた"釣り"を行う。成魚の獲物は北方ではノルウェーコダラ (Trisopterus esmarkii)、南方ではプタスダラ (Micromesistius poutassou) であるが、アイリッシュ海ではヨーロッパアカザエビやホワイティング、シェトランド諸島ではAmmodytes marinusなど、その場所・時期で利用できる獲物を無差別に捕食する。
雄は49cm、雌は73cm程度で性成熟する。雌は卵巣上皮細胞から幅60cm、長さ10mに達するゼラチン質の膜を生成し卵を包み込む。このため、繁殖期には雌の体腔はほとんどこの物質で埋め尽くされている。産み出された卵塊には100万個に上る明るい橙色の卵が含まれる。これは水を吸って膨張し、表面に空いた細かい孔から精子が取り込まれて受精する。幼生は浮遊性で腹鰭が長く伸びる。
最高で24歳の個体が報告されている。

## 人との関連
アイリッシュ海などいくつかの海域では漁業上重要である。鱗がないためカシュルートではない。